# Heaven's Doors
Heaven's Doors es una película del año 2006.

## Sinopsis
Casablanca. Atardecer. Ney se dirige hacia el apartamento de su víctima para cumplir su venganza. Pero este simple ajuste de cuentas hace entrar en colisión tres vidas distintas. Ney, un joven de 22 años que vive con su madre ciega y su hermana, trabaja como peón en una obra. La falta de dinero y la influencia de sus amigos hacen que deje la obra. Empieza a trabajar para Mansour, un mafioso que se dedica al tráfico de hombres. Mansour ve en Ney un hijo y le otorga cada vez más poder. Está a punto de cumplir su sueño: pagar a su madre una operación quirúrgica para que pueda volver a ver. Lisa, profesora americana de Bellas Artes en Casablanca, vive sola desde que su marido murió, ahogando su soledad en el Bourbon. Sólo tiene un amigo: Jalil, un abogado al que le cuenta sus penas. Pero la vida de Lisa cambia el día que se entera de que es la única familia que le queda a dos víctimas de un ajuste de cuentas: Suad, su cuñada y Salim, su sobrino. Smail sale de cárcel. Tiene muchas ganas de salir, primero, porque su madre está muy enferma y quiere estar a su lado y segundo porque ha tenido 15 años para preparar su venganza.